# جايسون مولوني
جايسون مولوني (بالإنجليزية: Jason Moloney) (10 يناير 1991 في أستراليا - ) هو ملاكم أسترالي. شارك في دورة ألعاب الكومنولث 2010.

## إحصائيات
خاض خلال مسيرته 22 نزالا، فاز في 21 ولم يتعادل وخسر في 1. فاز بالضربة القاضية في 18 نزالا.

## روابط خارجية
- جايسون مولوني على موقع بوكس ريك (الإنجليزية) (registration required)